# Хокота
Хокота (яп. 鉾田市 Хокота-си) — город в Японии, находящийся в префектуре Ибараки. Площадь города составляет 208,18 км², население — 47 903 человека (1 августа 2014), плотность населения — 230,10 чел./км².

## Географическое положение
Город расположен на острове Хонсю в префектуре Ибараки региона Канто. С ним граничат города Касима, Намегата, Омитама и посёлки Ибараки, Оараи.

## Население
Население города составляет 47 903 человека (1 августа 2014), а плотность — 230,10 чел./км². Изменение численности населения с 1980 по 2005 годы:
| 1980 | 47 731 чел. |  |
| 1985 | 49 056 чел. |  |
| 1990 | 50 123 чел. |  |
| 1995 | 50 857 чел. |  |
| 2000 | 50 915 чел. |  |
| 2005 | 51 054 чел. |  |

## Символика
Деревом города считается сакура, цветком — подсолнечник однолетний, птицей — Cettia diphone.